# Umweltflüchtling

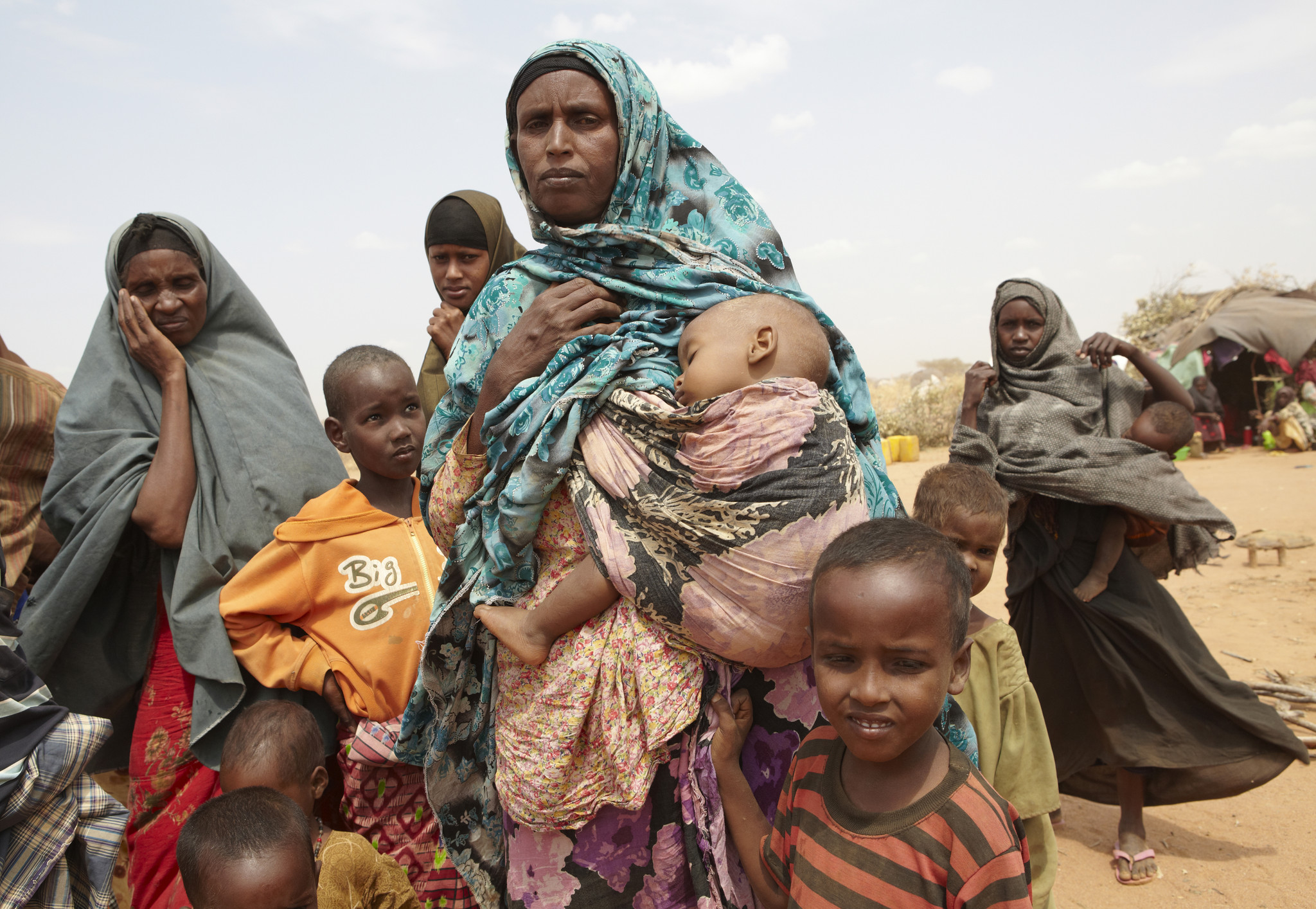
Kriege auch um die begrenzten globalen Ressourcen, Machtkämpfe, Hungersnöte oder die Folgen der menschengemachten globalen Erwärmung treffen vor allem die, welche in der Regel besonders wenig dazu beigetragen haben
(Bild: Somalische Flüchtlinge,
s. a. Klimagerechtigkeit)

Als Umweltflüchtlinge werden Personen bezeichnet, die sich aufgrund von Umweltveränderungen oder Naturkatastrophen gezwungen sehen, ihre Heimat zu verlassen und sich auf die Flucht zu begeben. Wenn die menschengemachte Erderwärmung als Ursache der Umweltveränderung angesehen wird, spricht man auch von Klimaflüchtlingen. Beide Gruppen fallen jedoch nicht unbedingt unter den rechtlich definierten Begriff Flüchtling.
Schätzungen zur Migration aufgrund von Umweltproblemen (Umweltmigration) oder damit verbundener Probleme gehen von einer Größenordnung zwischen grob 50 und 150 Mio. betroffenen Menschen aus. Neuere Studien zeigen, dass Dürre und zunehmende Trockenheit weltweit einen signifikanten Einfluss auf interne Migrationsströme haben; besonders in hyper-ariden und ariden Regionen in Südeuropa, Südasien, Afrika und dem Nahen Osten sind die Migrationsraten durch klimatische Belastungen erhöht.

## Begriff

### Rechtliche Lage
Umweltflüchtlinge sind nicht explizit als Flüchtling im Sinne von Artikel 1 der Genfer Flüchtlingskonvention (Abkommen über die Rechtsstellung der Flüchtlinge) von 1951, mithin als Konventionsflüchtling, anerkannt. Dieser völkerrechtliche Vertrag legt im Geiste der Allgemeinen Erklärung der Menschenrechte von 1948 die folgenden Gründe explizit fest: nämlich „Verfolgung aus Gründen der Rasse, Religion, Nationalität, Zugehörigkeit zu einer bestimmten sozialen Gruppe oder wegen seiner politischen Überzeugung“. Nicht erfasst sind aber materielle persönliche Notlagen, wie Hunger oder gravierende wirtschaftliche Probleme, und alle äußeren Umstände, wie Krieg oder eben Umweltdegradation und Naturkatastrophen. Jedoch können umwelt- oder klimabedingte Flucht beispielsweise dann (mittelbar) von der Konvention umfasst sein, wenn der Staat eine spezifische Gruppe aus den genannten Konventionsgründen heraus nicht ausreichend vor den Folgen des Klimawandels oder von Umweltkatastrophen schützt. Jüngere internationale Abkommen, wie der „Globale Pakt für sichere, geordnete und reguläre Migration“, erkennen zunehmend die Auswirkungen von Umweltveränderungen auf Migration an, wobei Klimaveränderungen als wachsender Migrationsfaktor angesehen werden.
Das Büro des Hohen Flüchtlingskommissars der Vereinten Nationen (UNHCR) orientiert sich bisher bei seiner Definition von Flüchtlingen an der Beschreibung in der Genfer Konvention. Erst in jüngeren Veröffentlichungen widmet sich der UNHCR dem Phänomen und erkennt Naturkatastrophen als Grund für Flüchtlingsbewegungen an. Obwohl der Klimawandel oft als treibender Faktor für internationale Migration dargestellt wird, zeigt empirische Forschung, dass die Auswirkungen auf interne Migration innerhalb von Ländern wesentlich stärker sind: Kurzdistanzmigration innerhalb von Staaten wird durch lokale sozioökonomische Bedingungen und den Grad der städtischen Entwicklung beeinflusst.
Bis Anfang der 2000er bestand lediglich in Schweden, Finnland und den USA die Möglichkeit, aufgrund von Naturkatastrophen ein temporäres Asylrecht zu erlangen.
Die beiden zentralen Richtlinien der Europäischen Union, die über die UN-Flüchtlingskonvention hinausgehen, die Qualifikationsrichtlinie (auch Anerkennungsrichtlinie, 2004/2011, subsidiärer Schutz) und Massenzustrom-Richtlinie (2001, vorübergehender Schutz) geben bisher keine explizite Möglichkeit, Umweltflüchtlinge als solche anzuerkennen.
Im Oktober 2015 verabschiedeten 109 Staaten die Nansen-Schutzagenda („Agenda for the protection of cross-border displaced persons in the context of disasters and climate change“). Diese Agenda enthält Maßnahmen aus den Bereichen Katastrophenvorsorge, Anpassung an den Klimawandel oder humanitäre Hilfe.
Darauf aufbauend wurde im Mai 2016 die „Plattform zu Flucht vor Naturkatastrophen“ (Platform on Disaster Displacement) mit Sitz in Genf ins Leben gerufen.
Auch die Präambel des 2015 von 196 Staaten verabschiedeten Klimavertrages von Paris verweist darauf, dass Staaten ihren Verpflichtungen gegenüber Migranten und anderen besonders verletzlichen Gruppen in der Folge des Klimawandels dringend nachkommen müssen.
Die Mitgliedstaaten der Vereinten Nationen haben aufgrund ihrer New Yorker Erklärung von 2016 im Jahr 2017 einen Prozess gestartet, der Ende 2018 mit dem „Pakt für sichere, geordnete und reguläre Migration“ abgeschlossen sein soll. Dies entspricht auch dem 2015 beschlossenen UN-Nachhaltigkeitsziel 10.7 („Eine geordnete, sichere, reguläre und verantwortungsvolle Migration und Mobilität von Menschen erleichtern, unter anderem durch die Anwendung einer planvollen und gut gesteuerten Migrationspolitik“) im Zusammenhang mit dem Ziel 13 („Umgehend Maßnahmen zur Bekämpfung des Klimawandels und seiner Auswirkungen ergreifen“). Der Menschenrechtsausschuss der Vereinten Nationen hat 2020 festgestellt, dass die Klimakrise ein Asylgrund sein kann und ein Land keinen Menschen abschieben darf, der Asyl sucht, weil die Klimakrise sein Leben im Heimatland gefährdet.
Im September 2021 hat UN-Menschenrechtschefin Michelle Bachelet Migrationsmöglichkeiten für Klimaflüchtlinge gefordert.

### Abgrenzung zu anderen Formen der Flucht
Der Begriff geht auf den Wissenschaftler Essam El Hinnawi zurück, der ihn 1985 im Rahmen eines Berichts des Umweltprogramms der Vereinten Nationen (UNEP) einführte. Seitdem wurde er auf vielfältige Weise benutzt, konnte sich jedoch nur in Ansätzen durchsetzen. Besonders die zahlreichen verschiedenen wissenschaftlichen Definitionen von Umweltflucht lassen den Begriff unklar werden. Sinkt beispielsweise durch Bodenerosion die Produktivität des Bodens, verringert sich damit die Ernte, was Einbußen bei den Ernteerträgen sowie bei dem verfügbaren Einkommen der Landbevölkerung nach sich zieht. Irgendwann verlassen die Menschen ein so degradiertes Gebiet, und es ist unklar, ob sie als Umwelt- oder als Wirtschaftsflüchtlinge eingestuft werden sollten, da prinzipiell beides in Frage kommt. Gleichsam schwierig wird die Klassifizierung der Flüchtlinge durch den später im Zusammenhang mit der globalen Erwärmung eingeführten Begriff Klimaflüchtling. Treten dann durch Mangel regionale Spannungen und gar bewaffnete Konflikte auf, ist auch der Übergang zum Kriegsflüchtling fließend.

## Ursachen

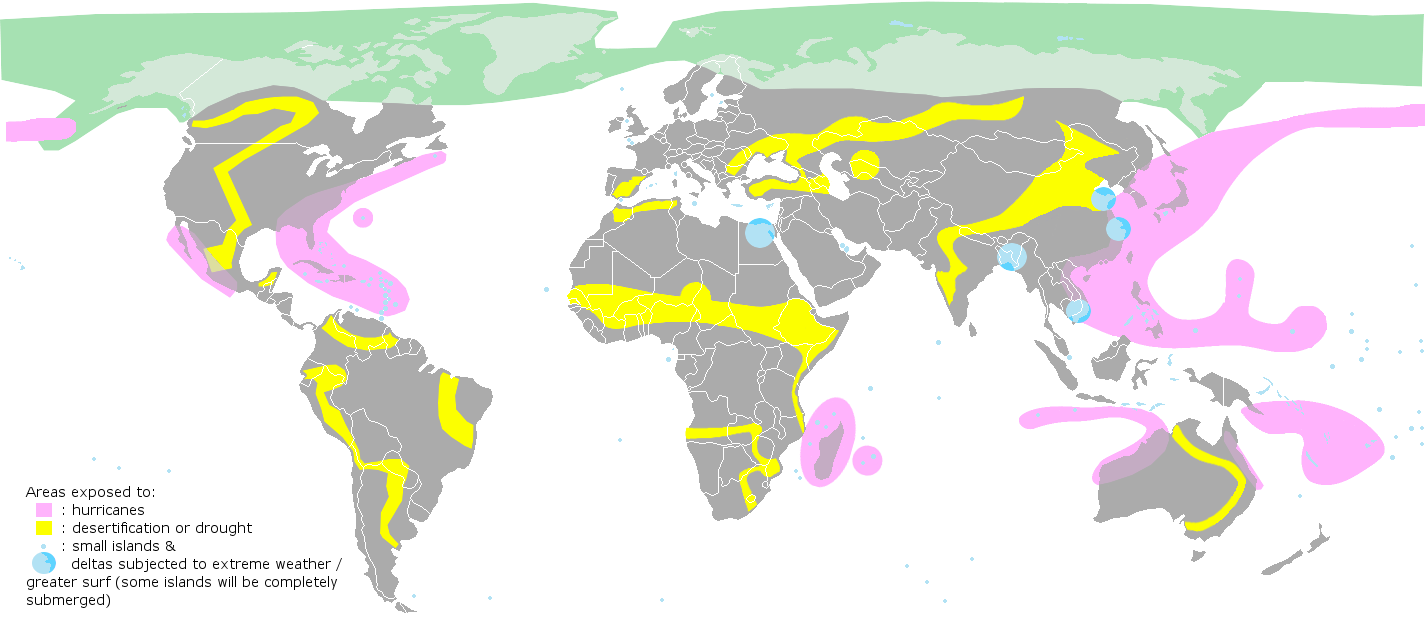
Die Weltkarte zeigt Gebiete, in denen auf Grund des Klimawandels lokale Umweltveränderung zu Klimaflucht führen könnten.
Rosa: Hurrikans/Tropische Wirbelstürme – Gelb: Desertifikation/Dürre – Blau: Veränderungen durch Meeresspiegelanstieg (Inseln, Deltas)

Als Ursache für das Entstehen von Umweltflüchtlingen werden zahlreiche verschiedene Umweltveränderungen genannt, darunter Desertifikation, Bodenerosion, Versalzung der Böden und Wassermangel. Aufgrund von Klimaveränderungen infolge der Globalen Erwärmung werden möglicherweise zukünftig zahlreiche Klimaflüchtlinge in gemäßigtere Klimazonen auswandern müssen. Langfristige Trockenheit und Dürreperioden, die durch die globale Erwärmung verschärft werden, beeinträchtigen landwirtschaftliche Erträge und die Wasserversorgung in vielen Teilen der Welt und dies führt zu zunehmender Migration aus ländlichen Regionen, die auf landwirtschaftliche Einkommen angewiesen sind. Die Folgen der globalen Erwärmung, wie in einer Studie aus dem Jahr 2024 gezeigt, beeinflussen insbesondere Gebiete mit hoher landwirtschaftlicher Abhängigkeit.
In stark betroffenen Gebieten wie Südasien und Afrika wurden signifikante Migrationseffekte beobachtet, die auf Trockenheit und zunehmende Aridität zurückzuführen sind; diese Regionen verzeichnen einen Anstieg der Migration aufgrund sinkender Erträge und zunehmender Wasserknappheit.
Der Klimawandel kann laut den Vereinten Nationen durch vier Ursachen zu Migrationsbewegungen führen. Dazu gehören der Verlust von Staatsgebiet durch den steigenden Meeresspiegel, die Folgen dieses Anstiegs in Form von Küstenerosion oder Versalzung küstennaher Gebiete, sich ausweitende Wüsten, und schließlich durch den Klimawandel bedingter Mangel an Ressourcen wie Wasser oder Boden.
Dürre und Aridität sind besonders in Regionen mit geringen Anpassungskapazitäten ein wesentlicher Migrationsfaktor; in diesen Gebieten führt die Erschöpfung lokaler Ressourcen zunehmend zur Vertreibung von Gemeinschaften, wie es in Teilen von Südeuropa und Afrika der Fall ist.

## Prognosen
In einer Studie aus dem Jahr 2024, die auf mehr als 100.000 Migrationsflüsse aus 72 Staaten beruht, wurde festgestellt, dass zunehmende Dürre und Aridität im Zeitraum von 1960 bis 2016 in vielen Ländern erhebliche Auswirkungen auf die interne Migration hatten: die Prognosen dieser Studie deuten darauf hin, dass bis zum Jahr 2050 weltweit bis zu 216 Millionen Menschen aufgrund klimabedingter Veränderungen innerhalb ihrer Heimatländer migrieren könnten. Die Auswirkungen von Klimaveränderungen können sich über längere Zeiträume erstrecken können, wobei der Höhepunkt der Migration oft Jahre nach der eigentlichen Klimaveränderung eintritt; in hyper-ariden Regionen kann der Höhepunkt der Abwanderung bis zu 15 Jahre nach Beginn der Dürre erreicht werden. Laut einer Studie des Internal Displacement Monitoring Centre (IDMC) waren im Jahr 2008 weltweit 36 Mio. Menschen infolge von Naturkatastrophen auf der Flucht, 17 Mio. im Jahr 2009 und über 42 Mio. 2010. Nach einem Anfang November 2017 im Vorfeld der UN-Klimakonferenz COP 23 in Bonn veröffentlichten Bericht des Hilfsorganisationen-Verbands Oxfam waren 2016 weltweit fast 24 Mio. Menschen vor allem aus ärmeren Ländern aufgrund von Wetterextremen auf der Flucht. Bewohner ärmerer Nationen haben demnach ein fünffach höheres Risiko, deshalb Heimatvertriebene zu werden als Bewohner reicherer Staaten. Zwischen 2008 und 2016 sollen jährlich durchschnittlich rund 14 Mio. Menschen aus ärmeren Ländern Schutz vor Unwettern, Stürmen und Überschwemmungen gesucht haben.
Frédérik Kok vom norwegischen Büro des IDMC: „Durch die großen Entwicklungsprojekte – Bau von Staudämmen, Industriezentren oder Plantagen – werden pro Jahr zwischen 5 Millionen und 15 Millionen Menschen heimatlos.“
Eine Unu-Mitteilung von 2005 nannte als Beispiel für drohende Klimamigration die jemenitische Hauptstadt Sanaa, in der das Grundwasser „bis 2010 verbraucht sein“ könne. Die Einwohnerzahl der Stadt stieg derweil von 2004 bis 2010 um 585.000 Menschen auf nunmehr fast 2,3 Millionen. Eine Klimaflucht aufgrund von Wassermangel blieb bislang aus.
Neuere Studien zeigen jedoch, dass der Zugang zu Wasser ein entscheidender Faktor für die Migrationsentscheidung in trockenen und wasserarmen Regionen ist; zunehmende Trockenheit und das Versiegen von Grundwasserquellen können demnach langfristig zu signifikanten Migrationsbewegungen führen.
Die Universität der Vereinten Nationen (UNU) veröffentlichte 2005 eine Studie, nach der die Zahl der Umweltflüchtlinge bis zum Jahr 2010 auf bis zu 50 Mio. steigen würde. Eine solche Prognose gab auch Norman Myers von der Universität Oxford ab. Die Vereinten Nationen distanzierten sich 2011 von der Prognose. Die vorhergesagten Umweltkatastrophen waren bislang ausgeblieben. Nach den offiziellen Statistiken war die Bevölkerung in den angeblichen Gefahrenregionen in diesem Zeitraum sogar gewachsen. Auch in den anderen auf der Unep-Weltkarte als besonders gefährdet eingestuften Ländern wie Bangladesch, die Cook-Inseln oder die Westsahara wuchs die Bevölkerung offiziellen Zahlen zufolge. Für Südseeinseln wie Tuvalu ist eine Umsiedlung auf Festland bereits geplant. Dennoch hält sich die Bevölkerungszahl, möglicherweise weil viele Inseln durch angespülte Sedimente trotz Meeresspiegelanstiegs größer werden.
In der Fachwelt werden Norman Myers Methoden und Prognosen kritisiert. Stephen Castles vom International Migration Institute der Universität Oxford fand heraus, dass Menschen als Reaktion auf Umweltkatastrophen, Kriege oder Armut nur selten die Landesgrenzen überschritten. Die meisten flüchteten innerhalb der Landesgrenzen und kehrten bei nächster Gelegenheit wieder in ihre Heimat zurück.
Ende Juli 2007 prognostizierte die Internationale Organisation für Migration (IOM) die Zahl der Klimaflüchtlinge für 2050 auf ca. 200 Mio.

Diese Prognose stimmt mit einer Untersuchung aus dem Jahr 2024 überein, die darauf hinweist, dass bis 2050 durch die globale Erwärmung weltweit bis zu 216 Millionen Menschen intern migrieren könnten; die größte Belastung wird dabei auf Regionen in Afrika, Südasien und Lateinamerika zukommen, in denen extreme klimatische Bedingungen die Lebensgrundlage vieler Menschen zerstören.
In einer Studie aus dem Jahr 2020 projizierten Forscher, dass ohne Maßnahmen zum Klimaschutz – oder untragbar hoher Emigrationsraten – in verschiedenen Szenarien des Bevölkerungswachstums ca. ein Drittel der Menschen weltweit, oder zwischen 1 und 3 Milliarden Menschen, innerhalb der nächsten 50 Jahren eine jährliche Durchschnittstemperatur von >29 °C erleben würden. Diese findet man derzeit nur auf 0,8 % der Erdoberfläche vor – vor allem in der Sahara. Die am stärksten betroffenen Gebiete gehören zu den ärmsten der Welt und haben derzeit eine geringe Anpassungskapazität.

## Beispiele

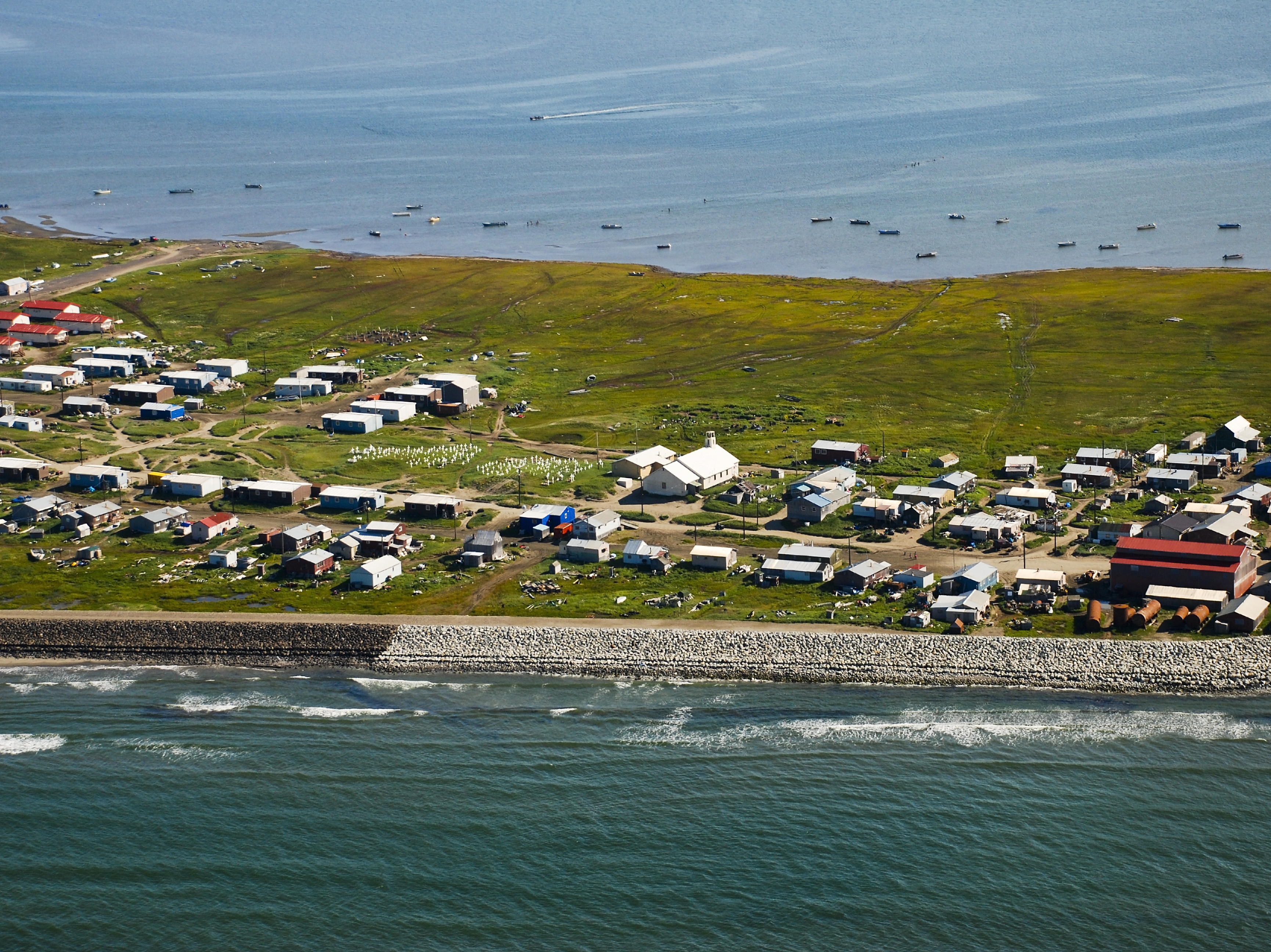
Das untergehende Dorf Shishmaref auf der Insel Sarichef im Norden Alaskas

Die der Seward-Halbinsel vorgelagerte Insel Sarichef Island an der Tschuktschensee im Norden des US-Bundesstaats Alaska verliert aufgrund der immer länger sommerlich eisfreien Beringstraße und den dadurch ungehindert aufschlagenden arktischen Herbst- und Winterstürmen zusehends an Fläche. Das auf ihr liegende Dorf Shishmaref mit knapp 600 Bewohnern überwiegend indigener alaskischer Abstammung (Inupiat-Eskimos) hat bereits einzelne Häuser verloren. Seit 2002 haben die Bewohner mehrmals, zuletzt 2016 mehrheitlich ihre Umsiedlung beschlossen, sie gelten als erste Umweltflüchtlinge Nordamerikas. Die Kosten werden mit ca. 300 Mio. Dollar veranschlagt, bisher wurden allerdings noch keine konkreten Pläne entwickelt. Mit der notwendigen Umsiedlung sind auch Befürchtungen um den Verlust der eigenen indigenen Sprache (Inupiaq) und Kultur verbunden.
Auch der größte nördliche Ort Grönlands Thule bzw. „Qaanaaq“ mit seiner Lage von nur vier Metern über dem Meeresspiegel erleidet bereits Beeinträchtigungen durch die Folgen des Klimawandels mit dem Abschmelzen der Polkappen (-> Dokumentarfilm ThuleTuvalu).
Die Nomaden der hauptsächlich von ihnen bevölkerten und bewirtschafteten Mongolei sind aufgrund der Häufung der regionalen Extremwetterlage „Dsud“ in ihrer Existenz bedroht.
Südsee-Inseln bzw. Inselstaaten wie die Carteret- oder Fidschi-Inseln, Kiribati, Tuvalu oder die Malediven sind teilweise bereits akut am Untergehen; auf den Marshallinseln im Pazifik z. B. wird aufgrund von Salzwasserintrusion und der Versalzung von Brunnen durch Meerwassereintrag das Trinkwasser immer knapper.

### Diskussion um Syrienkonflikt
Laut einer Studie von Colin Kelley von der University of California et al. ist die Flüchtlingswelle 2015 des Syrienkonflikts durchaus schon als Phänomen der Klimaflucht zu sehen. In Syrien gab es von 2007 bis 2010 eine mehrjährige extreme Dürre. Die Autoren sehen den Klimawandel und eine verfehlte Agrarpolitik, die Syrien in Zeiten der Dürre besonders verwundbar machte, als Gründe für den massiven Einbruch der Landwirtschaft und den Anstieg der Lebensmittelpreise.
Viele Wissenschaftler kritisieren die Studie; nach Ansicht von Thomas Bernauer, Konfliktforscher an der ETH Zürich, ist „die ganze Arbeit problematisch, sie leistet der Klimaforschung einen schlechten Dienst“:
- Nach dem Uno-Klimabericht sei es derzeit nicht möglich, das Klima Syriens vertrauenswürdig zu simulieren, da das Land an der Grenze dreier Klimaregionen liege und die Wettermuster in dieser Region noch kaum verstanden würden. Vor allem beim Niederschlag gehen die Simulationen der Klimamodelle teils weit auseinander. Nach Ansicht des Klimaforschers Tim Brücher vom Max-Planck-Institut für Meteorologie und des Statistikers William Briggs von der Cornell University ist der Einfluss des Treibhauseffekts wegen der sehr unterschiedlichen Ergebnisse verschiedener Modelle nicht seriös einschätzbar.
- Andererseits seien die Einflüsse der Landnutzung und damit des Wandels der Böden in ihrer Funktion als Wasserspeicher durch die Studie nicht berücksichtigt worden. Dieser ist laut Tim Brücher aber ein naheliegenderer Grund für die Dürren. Auch nach Ansicht von Francesca De Châtel, Syrienexpertin an der Radboud-Universität Nijmegen ist die Dürre in Syrien von 2007 bis 2010 im Wesentlichen mit „50 Jahre verfehltem Management“ zu erklären. Exzessive Grundwasserförderung, Übernutzung des Bodens durch grasende Tiere und landwirtschaftliche Ausbeutung seien die Hauptursachen. „Die Rolle des Klimawandels ist nicht nur irrelevant, ihre Betonung sogar schädlich“. Denn das Klimaargument erlaube es Politikern, Schuldige für die Hungersnöte außerhalb des Landes zu suchen, obwohl sie doch eigentlich selber für das Missmanagement verantwortlich seien.
- Aus Gesprächen mit Menschen vor Ort zieht die Friedensforscherin Christiane Fröhlich (Universität Hamburg) den Schluss, nur ein geringer Anteil derer, die vor der Dürre flüchteten, sei anschließend zu Aufständischen geworden. Der Bürgerkrieg sei vielmehr durch eher wohlhabende Einwohner provoziert worden. Auch eine Übersichtsstudie von Experten um Ole Magnus Theisen von der Technisch-Naturwissenschaftlichen Universität Norwegens (NTNU) kommt zu dem Ergebnis: „Wir haben keine Belege gefunden für einen Zusammenhang von Dürren und Konflikt“, die Hauptursachen für Bürgerkriege seien politischer Natur.[33]